# 韩爱萍
韩爱萍（1962年4月22日—2019年10月16日），湖北武汉人，中国女子羽毛球运动员，第十二屆全國政協委員。韓愛萍與另一位中國選手，同時也是她女雙搭檔的李玲蔚在1980年代幾乎壟斷重要賽事的女子單打冠軍。韓愛萍曾在世錦賽獲得3次（1979年、1985年、1987年）女單冠軍，其中1985年同時獲得女雙冠軍，以及2次世界盃女單（1983年、1988年）及3次（1983年、1986年、1987年）女雙冠軍，1985年全英公開賽包辦女單、女雙冠軍，同時也是中國國家羽毛球隊在1984年至1988年奪得優霸盃三連霸的主要成員之一。1998年入選世界羽球名人堂。
2019年10月16日，韩爱萍罹患肺癌逝世，享年57歲。

## 生平

### 早年及出道
韓愛萍10歲時開始在武漢業餘體校接受羽球訓練。1977年，韓愛萍參加全國比賽贏得亞軍，隔年以16歲之齡加入國家隊。1979年，韓愛萍參加由亞洲羽聯主導的世界羽毛球联合会（WBF）舉辦的世界錦標賽，以17歲之齡奪得女子單打冠軍。

### 因病休養與復出
1980年，韓愛萍被診斷出甲狀腺功能亢進症而不能訓練，被迫返回湖北省隊休養，只能每天在場邊觀察他人的技術和動作。1983年5月，痊癒復出訓練不到4個月的的韓愛萍在當年的世錦賽女單決賽敗於隊友李玲蔚，獲得亞軍。而在同年8月，她在世界盃女單及女雙兩個項目雙雙奪冠。1985年，韓愛萍在全英公開賽、世界錦標賽這兩項重要賽事包辦了單打及雙打（皆搭檔李玲蔚）冠軍，在多項公開賽也接連奪冠，1985年因而有「韓愛萍年」之稱。兩年後，韓愛萍於1987年世錦賽蟬聯女子單打冠軍。

### 與李玲蔚的競爭
韓愛萍與她的隊友李玲蔚多次於世錦賽及世界盃爭奪女單冠軍。在世錦賽中，兩人曾於1983年及1987年決賽相遇，兩人各奪一冠；在世界盃女子單打賽事，韓愛萍總計獲得2次女子單打冠軍及4次亞軍，6次決賽中有4次是與李玲蔚爭奪。兩人同時也作為女子雙打搭檔，在世錦賽獲得1冠1亞及世界盃3冠的成績。韓李兩人在1986年亞洲運動會羽毛球比賽亦包辦決賽，最終由韓愛萍勝出。

### 團體賽成績
團體賽方面，韓愛萍做為隊伍主力，助中國在1984年首次參加優霸盃即在決賽以5比0擊敗英格蘭奪得冠軍，其後又於1986年、1988年助中國隊連霸。1986年，她亦在亞運會獲得女子團體金牌。

### 退役之後
1989年從国家队退役，1990年3月，丈夫郭鸣去澳洲留学，4月她應邀去日本的奥林匹克强化计划讲学，之后到日本三得利公司的羽毛球俱乐部任教。1994年6月，到澳洲與丈夫团聚，与当地羽毛球俱乐部合作，培养队员代表俱乐部参加比赛。2002年11月底，回中國担任湖北羽毛球女队主教练及教研组组长。武汉市硚口区东方红小学创办了一所以其名字命名的羽毛球学校，并于2005年9月正式揭牌。2013年，当选政协第十二届全国委员。

### 逝世
2016年，韩爱萍被檢查出罹患肺癌。2019年10月16日，韩爱萍因肺癌於武漢逝世，享年57歲。

## 家庭
韩爱萍與丈夫郭鸣有兩個女兒，曾隨兩人輾轉日本、澳洲，2002年一同回到湖北武漢定居。為了讓兩女能夠重新接觸英文，夫婦二人將她們送至新加坡接受較好的學習環境，長女郭毓珊同時也有在當地進行羽球訓練，次女韩雅璐則接受網球訓練。